# رشته‌کوه بورکولدوی
رشته‌کوه بورکولدوی (به لاتین: Borkoldoy Too) یک رشته‌کوه در قرقیزستان است. رشته‌کوه بورکولدوی ۵٬۱۷۰ متر بالاتر از سطح دریا واقع شده‌است.